# 朱顯梡
東安康惠王朱顯梡（？—1587年），明朝第三代東安王朱榮淑的第三子，也是第二代楚王朱孟烷的曾孫。嘉靖三十七年（1558年）以鎮國將軍改封東安長子，隆慶元年（1567年）襲封為東安王。萬曆二年（1574年），因楚府宗理朱顯槐荒淫無道而改由朱顯梡任宗理。萬曆八年（1580年），世子定王朱華奎到達執政年紀，朱顯梡還政予他。萬曆十五年（1587年）朱顯梡薨逝，諡號康惠。長子朱英燧至萬曆二十四年（1596年）才嗣位。

## 家庭

### 高祖父
楚莊王朱孟烷

### 曾祖父
東安恭定王朱季塛

### 祖父
東安昭簡王朱均鈽

### 伯父
朱榮演

### 父
東安恭懿王朱榮淑

### 子
朱英燧
| 前任： 父恭懿王朱榮淑 | 明東安國國王 1567年－1587年 | 繼任： 子朱英燧                |
| 前任： 族兄弟朱顯槐   | 明楚國宗理 1574年－1580年   | 繼任： 族孫定王朱華奎 楚國國王 |